# Comana
Comana es una comuna ubicada en el distrito de Giurgiu, Rumania.

## Superficie
Cuenta con una superficie de 103,3 kilómetros cuadrados.

## Demografía
Hasta 2021 la población era de 6531 habitantes, con una densidad de población de 63,19 habitantes por kilómetro cuadrado.